# 有時候
《有時候》（英语：Sometimes），是美国女歌手布兰妮·斯皮尔斯首张录音室专辑《爱的初告白》中的一首歌曲。 由约尔根·埃洛弗松创作词曲，并由佩尔·芒努松和大卫·克罗伊制作发行，歌曲于1999年4月30日由Jive唱片作为专辑的第2支单曲发行。《有時候》是一首受到泡泡糖流行乐影响的青少年流行乐，歌词描绘了一个害羞的女孩不敢对暗恋的男孩表白。歌曲收到乐评家的正反两级的评价，部分评论认为歌曲强于布兰妮的上一张单曲《爱的初告白》，而另一部分人则认为，歌曲毫不起眼， 布兰妮只是无聊地表现了自己的青涩。
《有時候》获得了全球性的商业成功，在11个国家获得了单曲榜前10名。在美国，歌曲最高获得了告示牌百强单曲榜第21名。歌曲还在比利时法兰德斯地区、荷兰和新西兰成功夺冠，并在澳大利亚获得了第2名。而在英国，歌曲获得了第3名，并成为布兰妮在英国第3畅销的单曲。歌曲的音乐录像带由奈杰尔·迪克导演，并在加利福尼亚州的马利布拍摄。音乐录像带描绘了布兰妮从远方凝望着自己心爱的男孩。布兰妮在4场世界巡回演唱会中表演了《有時候》，包括1999年的爱的初告白巡回演唱会、2000年至2001年的爱的再告白巡回演唱会和2001年至2002年的梦中梦巡回演唱会。

## 背景
在布兰妮的首张专辑录制之前，布兰妮本来设想的是类似谢里尔·克罗但是更加年轻化的音乐。但是后来她觉得做流行音乐对她来说是更好的选择，布兰妮称：“因为我可以跳舞，这更像我自己。”布兰妮飞往瑞典斯德哥尔摩的谢龙录音室，在那里，布兰妮在制作人马克斯·马汀、丹尼斯·帕普和拉米·雅各布的帮助下录制了第一张专辑的一半。 《有時候》由约尔根·埃洛弗松创作，并由佩尔·芒努松和大卫·克雷于格制作发行。布兰妮于1998年3月在斯德哥尔摩谢龙录音室录制了本歌曲，马丁也在此参与了歌曲的后期混音。比约恩·奥尔华尔在歌曲中表演了原聲吉他，托马斯·林德贝里在歌曲中演奏了贝斯吉他。键盘乐器和后期编程由克雷于格完成，协助键盘乐器操作由芒努松完成。歌曲的背景人声由安德斯·冯·霍夫斯滕演唱。 布兰妮亦参与创作并录制了歌曲"I'm So Curious"，歌曲由埃里克·福斯特·怀特制作，并作为《有時候》单曲B面发行。 这首歌曲于1997年在新泽西州4MW East录音室录制。 《有時候》于1999年4月30日作为《爱的初告白》的第2支单曲发行。

### 词曲版权争议
歌曲在词曲创作版权寻在争议。一名叫史蒂夫·华莱士的印地安那词曲创作者，声称他于1990年创作了《有時候》，但直到布兰妮注册歌曲版权4年后的2003年仍未注册版权。华莱士还称布兰妮已经承认他是词曲的创作者，并出示了一份声称发送自布兰妮的电子邮件，邮件上声称"I now know for a fact that you wrote ['Sometimes']. But there's nothing I can do about it. That's all I can say about it."（我现在终于知道原来（《有時候》）是你创作的了，但我什么也做不了，只能在这里把这些都说出来了。） 而后来，这封电子邮件被指作假，华莱士的诉讼也于2005年10月31日被驳回。

## 曲目列表
| - 欧洲CD单曲 1. "Sometimes" (Radio Edit) — 3:55 2. "Sometimes" (Soul Solution Mid Tempo Mix) — 3:2 - 澳大利亚与欧洲CD双面单曲 1. "Sometimes" (Radio Edit) — 3:55 2. "I'm So Curious" — 3:35 3. "Sometimes" (Soul Solution Mid Tempo Mix) — 3:29 - 英国CD双面单曲 1. "Sometimes" (Radio Edit) — 3:55 2. "Sometimes" (Soul Solution Mid Tempo Mix) — 3:29 3. "I'm So Curious" — 3:35 | - 日本CD双面单曲 1. "Sometimes" (Radio Edit) — 3:55 2. "...Baby One More Time" (Sharp Platinum Vocal Remix) — 8:11 3. "...Baby One More Time" (Davidson Ospina Club Mix) — 5:40 - 卡带单曲 1. "Sometimes" (Radio Edit) — 3:55 2. "I'm So Curious" — 3:35 |

## 榜单成绩
| 榜单 （1999年）                      | 最高 排位 |
| ------------------------------------ | --------- |
| 澳大利亚（澳大利亚唱片业协会單曲榜） | 2         |
| 奥地利（Ö3四十强单曲榜）             | 6         |
| 比利时佛兰德（Ultratop五十强单曲榜） | 1         |
| 比利时瓦隆（Ultratop五十强单曲榜）   | 6         |
| 荷兰（荷蘭四十強單曲榜）             | 1         |
| 歐洲（European Hot 100）             | 7         |
| 芬兰（芬蘭官方單曲榜）               | 4         |
| 法国（法國唱片出版業公會單曲榜）     | 9         |
| 德国（德國官方單曲榜）               | 6         |
| 爱尔兰（IRMA）                       | 5         |
| 意大利（意大利音乐产业联盟单曲榜）   | 7         |
| 新西兰（新西兰唱片音乐协会单曲榜）   | 1         |
| 挪威（世道單曲榜）                   | 1         |
| 西班牙（西班牙音樂製作協會）         | 3         |
| 瑞典（瑞典最熱榜）                   | 4         |
| 瑞士（瑞士热门音乐榜）               | 7         |
| 英國（官方榜单公司單曲榜）           | 3         |
| 美国（《告示牌》百大單曲榜）         | 21        |
| 美國（《告示牌》Pop Airplay）        | 6         |

| 榜单 （1999年）                 | 排位 |
| ------------------------------- | ---- |
| 澳大利亚单曲排行榜              | 22   |
| 比利时单曲排行榜 (法兰德斯地区) | 11   |
| 比利时单曲排行榜 (瓦隆尼亚地区) | 28   |
| 法国单曲排行榜                  | 54   |
| 德国单曲排行榜                  | 51   |
| 瑞士单曲排行榜                  | 38   |
| 英国单曲排行榜                  | 34   |
| 美国告示牌百强单曲榜            | 86   |

## 销售认证
| 地區                                                       | 认证 | 认证单位/销量 |
| ---------------------------------------------------------- | ---- | ------------- |
| 澳大利亚（澳大利亚唱片业协会）                             | 白金 | 70,000^       |
| 比利时（比利時唱片音樂協會）                               | 白金 | 50,000*       |
| 法国（法國唱片出版業公會）                                 | 金   | 250,000*      |
| 荷兰（荷蘭音像製品製作與進口協會）                         | 金   | 50,000^       |
| 新西兰（新西兰唱片音乐协会）                               | 金   | 5,000*        |
| 瑞典（瑞典唱片業協會）                                     | 金   | 15,000^       |
| 英国（英国唱片业协会）                                     | 白金 | 600,000‡      |
| 美国（美國唱片業協會）                                     | 金   | 500,000‡      |
| *僅含認證的實際銷量 ^僅含認證的出貨量 ‡僅含認證的+實際銷量 |      |               |

## 发行历史
| 国家   | 日期          | 形式   | 厂牌 |
| ------ | ------------- | ------ | ---- |
| 日本   | 1999年4月14日 | CD单曲 | 索尼 |
| 英国   | 1999年5月17日 | CD单曲 | 索尼 |
| 奥地利 | 1999年6月7日  | CD单曲 | 索尼 |
| 德国   | 1999年6月7日  | CD单曲 | 索尼 |
| 瑞士   | 1999年6月7日  | CD单曲 | 索尼 |